# Tào Hổ
Tào Hổ (chữ Hán: 曹虎, bính âm: Cáo Hǔ, ? – ?), tự Sĩ Uy, người Hạ Bi , tướng lĩnh nhà Nam Tề. Vì Nam sử được biên soạn vào đời nhà Đường, phải kỵ húy Đường Thái Tổ Lý Hổ, nên Lý Duyên Thọ đổi là Tào Vũ (曹武).

## Thời Cao đế
Ông vốn có tên là Tào Hổ Đầu. Cuối thời Lưu Tống Minh đế, đảm nhiệm Trực các tướng quân. Quế Dương vương Lưu Hưu Phạm khởi binh làm loạn, Hổ Đầu theo Tiêu Đạo Thành ra lũy Tân Đình nghênh chiến, trong trận đi đầu chém được một thủ cấp của kẻ địch đem về báo lên Đạo Thành, từ đó được ông ta nhận biết. Tiêu Đạo Thành đảm nhiệm Lĩnh quân tướng quân, Hổ Đầu được đề cử làm Phòng điện đội chủ, Trực tây trai vệ. Ngày thứ 2 sau khi Thương Ngô vương Lưu Dục bị giết, ông muốn tìm đường tránh nạn, chạy đến cửa Đông Trung Hoa thì tình cờ gặp Tiêu Đạo Thành, ông ta hỏi Hổ Đầu đi đâu, ông cố ý nói: "Tôi đang đi gặp ngài đây!" thế là ông giữ được chức vụ của mình.
Tiêu Đạo Thành nắm quyền Đông phủ , để Hổ Đầu cùng Đái Tăng Tĩnh đều soái lĩnh 300 cấm quân. Sau đó được đổi nhiệm chức Đồn kị hiệu úy, kiêm chức Nam Thành lệnh. Hổ Đầu tham gia bình định cuộc nổi dậy của Viên Sán và Lưu Bỉnh ở thành Thạch Đầu, nhờ công thụ phong làm La Giang huyện nam, gia thụ Tiền quân tướng quân.
Tiêu Đạo Thành kiến lập nhà Nam Tề, là Nam Tề Cao đế. Ông được tăng thực ấp thêm 400 hộ, lại thăng nhiệm Trực các tướng quân, thay làm Tế trượng quân chủ. Không lâu sau đổi nhiệm chức Ninh sóc tướng quân, Đông Hoàn thái thú. Mùa đông năm Kiến Nguyên đầu tiên (479) đông, Hổ Đầu dâng biểu thỉnh cầu gia phong hầu tước, quan viên của thượng thư tỉnh cho rằng ông chưa đủ tư cách, vì thế được đổi phong ở huyện Giám Lợi. Năm thứ 2 (480), gia thụ Du kích tướng quân, chức tước như cũ. Người ở Bành Thành , huyện Bái  của Bắc Ngụy đánh tiếng khởi binh phản Ngụy, yêu cầu Nam Tề viện trợ, Cao đế vì thế phái Hổ Đầu soái lĩnh 6000 quân tiến vào 1 dải Qua Dương. Phản quân mãi không có tin tức, ông phát động tấn công doanh trại biên phòng của Bắc Ngụy, thu được vài thắng lợi. Do quân Tề tham lam cướp bóc tài vật, bị quân Ngụy thừa cơ đánh bại, thiệt hại gần 2.000 người.

## Thời Vũ đế
Vũ đế lên ngôi, Hổ Đầu đảm nhiệm Viên ngoại thường thị, đổi nhiệm Nam trung lang tư mã, kiêm chức Ninh sóc tướng quân, Nam Tân Thái thái thú. Năm Vĩnh Minh đầu tiên (483) lại đổi nhiệm Chinh lỗ tư mã của An Thành vương Tiêu Tú, quan chức như cũ. Năm thứ 2 (484), các dân tộc thiểu số ở khu vực Giang Châu bất mãn, Vũ đế hạ sắc thư lệnh cho Hổ Đầu lĩnh binh đồn thú Tầm Dương  nhằm ổn định tình hình, rồi gia phong làm Phụ quốc tướng quân, Phạt Man quân chủ, thay làm Tầm Dương tướng. Không lâu sau đổi nhiệm Du kích tướng quân, vẫn giữ các chức Phụ quốc, Phạt Man. Vũ đế cho rằng cái tên "Hổ Đầu" quá nông cạn, vì thế hạ sắc lệnh cho ông đổi tên "Tào Hổ".
Tháng 4 năm Vĩnh Minh thứ 6 (488), quân đội nông dân nổi dậy chống Nam Tề do Hoàn Thiên Sanh lãnh đạo một lần nữa đưa quân Bắc Ngụy vào chiếm Cách Thành, Vũ đế phái Tào Hổ đưa quân bản bộ đi thảo phạt. Ông lệnh cho Phụ quốc tướng quân Chu Công Ân soái 100 kỵ binh làm tiền phong dụ địch, vừa khéo đánh bại quân do thám của địch. Tào Hổ đưa quân bao vây Cách Thành, xây dựng rào lũy, cắt đứt đường lui của quân Bắc Ngụy. Không lâu sau, Hoàn Thiên Sanh đưa hơn 1 vạn quân bộ kỵ đến đánh, quân Tề hăng hái giết địch, bắt giết hơn 2000 người. Hôm sau, Tào Hổ đánh phá Cách Thành, chém chết Hổ uy tướng quân, Tương Thành thái thú Bạch Ô Chúc do Hoàn Thiên Sanh bổ nhiệm. Bị tiêu diệt hơn 2000 người, phản quân bị bức phải bỏ thành Bình Thị chạy trốn.
Năm sau (489), được thăng làm Quan quân tướng quân, vẫn giữ các chức Kiêu kị như cũ. Năm thứ 8 (490), đổi nhiệm chức Thái tử tả vệ soái, sau đó lại đổi nhiệm chức Quan quân tư mã cho Tây Dương vương Tiêu Tử Minh, Quảng Lăng  thái thú. Vũ đế viết trong sắc lệnh của Tào Hổ rằng: "Quảng Lăng là vùng đất tim ruột của triều đình, không phải là người được trẫm tín nhiệm, thì không thể đảm nhiệm chức thái thú ở đấy." Tùy Quận vương Tiêu Tử Long thay thế Ba Đông vương Tiêu Tử Hưởng đã bị giết đảm nhiệm Kinh Châu thứ sử, lấy quân đội của ông đi hộ tống, gia thụ cho ông làm Phụ quốc tướng quân, Trấn tây tư mã, Nam Bình nội sử. Năm thứ 11 (493), triều đình muốn bắt Ung Châu thứ sử Vương Hoán, lệnh cho Tào Hổ soái lĩnh mấy trăm bộ kị đi lừa lấy Tương Dương . Nhờ công được gia thụ Trì tiết, Đô đốc Lương, Nam - Bắc Tần, Sa 4 châu chư quân sự, Tây Nhung hiệu úy, Lương, Nam Tần 2 châu thứ sử, vẫn giữ các chức Phụ quốc như cũ. Không lâu đổi hiệu là Chinh lỗ tướng quân.

## Thời Minh đế
Úc Lâm vương lên ngôi, Tào Hổ đổi nhiệm Tiền tướng quân. Năm Long Xương đầu tiên (494), lại đổi nhiệm Đô đốc chư quân sự của Ung Châu, Cánh Lăng thuộc Dĩnh Châu, Tùy Quận thuộc Ti Châu, Quan quân tướng quân, Ung Châu thứ sử. Năm Kiến Vũ đầu tiên (494) thời Minh đế, đổi hiệu là Hữu tướng quân. Năm sau (495), đổi hiệu Đô đốc gọi là Giám quân, gia thụ Bình bắc tướng quân, tiến tước làm hầu, tăng tăng thực ấp thêm 300 hộ.
Năm thứ 4 (497), quân Bắc Ngụy xâm phạm phía bắc Miện Thủy, Tào Hổ muốn đem quân tập trung ở Tương Dương, nhân vì ông cùng Nam Dương thái thú Phòng Bá Ngọc có mâu thuẫn, nên không thèm cứu viện, cuối cùng đưa quân triệt thoái về Phàn Thành. Quân Ngụy bao vây Nam Dương, Bắc Ngụy Hiếu Văn đế sai người làm 1 bài phú dài trào phúng Tào Hổ mượn công báo tư thù. Năm Vĩnh Thái đầu tiên (498), ông chuyển nhiệm Cấp sự trung, Hữu vệ tướng quân, Trì tiết, dưới quyền Đô đốc Trần Hiển Đạt lưu trú Tương Dương chống lại Bắc Ngụy. Độ chi thượng thư Thôi Tuệ Cảnh ở huyện Đặng đại bại, quân Ngụy thừa thắng tiến đến phía bắc Miện Thủy, Bắc Ngụy Hiếu Văn đế soái 10 vạn đại quân, đem theo nghi trượng của hoàng đế đến bao vây Phàn Thành, Tào Hổ đóng cửa cố thủ. Sau khi chủ lực quân Ngụy triệt thoái, ông phái hơn 10 cánh quân của bọn Quân chủ Điền An Chi truy kích.

## Thời Đông Hôn hầu
Đông Hôn hầu lên ngôi, lại được thăng làm Tiền tướng quân, Trấn quân tư mã. Năm Vĩnh Nguyên đầu tiên (499), Tào Hổ soái quân đóng giữ cầu Thanh Khê Trung, tham gia bình định cuộc nổi dậy của Thủy An vương Tiêu Diêu Quang. Được đổi nhiệm Tán kị thường thị, Hữu vệ tướng quân.
Tào Hổ tính rất cương nghị, lại giỏi kết giao với khắp các loại người, vì thế trong nhà nuôi ăn có đến vài trăm người. Về sau ông sinh tật nhận hối lộ, trong thời gian nhiệm chức ở Ung Châu, Tào Hổ thu về từ 5 đến 7 vạn tiền , nhưng nô bộc, kỹ thiếp trong nhà chỉ được ăn rau, không được ăn thịt. Ông xây dựng tường ngoài thật rộng, chứa 800 thớt ngựa; gặp được ruộng vườn tốt, đều tìm cách mua lấy. Khi xưa Tào Hổ đưa quân ra Qua Dương, đem theo cả đội nhạc nổi tiếng của Thẩm Du Chi ngày trước, gọi là Ngu Nhạc. Ông thường mời các sủng thần của Đông Hôn hầu là Mai Trùng Nhi, Như Pháp Trân đến nhà xem múa hát, vàng ngọc lóa mắt, quần áo sặc sỡ, khiến bọn họ đều ham muốn.
Đông Hôn hầu cho rằng Tào Hổ là lão tướng, vừa khiếp sợ uy vọng của ông, lại vừa thèm khát tài sản của ông. Vì thế Tào Hổ còn chưa lên đường nhiệm chức vụ mới, Đông Hôn hầu đã cho người đến bắt. Khi quân triều đình đến, Tào Hổ than: "Các người biết ta không có ý khác. Sở dĩ giết ta, là muốn chiếm đoạt tài sản và nữ kỹ của ta mà thôi. Hận rằng không nhìn ra việc này!" Bấy giờ ông đã ngoài 60 tuổi. Các con đã trưởng thành đều bị hại, chỉ có những người còn nhỏ là được tha.
Năm Trung Hưng đầu tiên (501) thời Hòa đế, Tào Hổ được truy tặng An bắc tướng quân, Từ Châu thứ sử.

## Dật sự
Tào Hổ tuy là võ sĩ, nhưng rất biết nhìn người. Khi xưa ông ở Tương Dương cùng Thôi Tuệ Cảnh và Tiêu Diễn, tuy Thôi đang lúc hiển quý, nhưng Tào Hổ tính tằn tiện, không thích giao thiệp với ông ta, lại hay tặng biếu Tiêu Diễn tiền bạc, lương thực và ngựa tốt, còn nói: "Anh ắt sẽ đại quý, ta bây giờ chưa được thấy, xin gởi gắm mấy đứa con nhỏ cho anh." Bấy giờ Tiêu Diễn thiếu thốn, vay tiền của Tào Hổ lên đến 17 vạn.
Tiêu Diễn lên ngôi, là Lương Vũ đế, quên đi ân huệ của Tào Hổ. Một đêm Vũ đế nằm mơ, thấy mình đang đứng giữa ruộng lúa, hai bên nước sâu không đáy, gặp Tào Vũ đến, cõng Vũ đế đi qua. Ông nói: "Anh nay đã là chủ của thiên hạ, mà lại quên lời nhờ cậy của ta năm xưa. Con ta đang nghèo đói, chỗ nợ 17 vạn trước đây, xin trả lại cho chúng làm ăn." Đế tỉnh dậy, lập tức gởi thư trả tiền cho các con của Tào Hổ là Thế Trừng, Thế Tông. Sau đó bọn họ thường xuyên được cất nhắc, trong 2, 3 năm đã được nắm quyền ở những quận lớn.